# Großer Preis von Las Vegas 2023
Der Große Preis von Las Vegas 2023 (offiziell Formula 1 Heineken Silver Las Vegas Grand Prix 2023) fand am 18. November auf dem Las Vegas Strip Circuit in Paradise statt und war das 21. Rennen der Formel-1-Weltmeisterschaft 2023.

## Bericht

### Hintergrund
Seit dem Großen Preis von Katar stand Max Verstappen als Weltmeister fest, nach dem Großen Preis von São Paulo führte dieser in der Fahrerwertung mit 266 Punkten vor Sergio Pérez und mit 298 Punkten vor Lewis Hamilton. In der Konstrukteurswertung stand Red Bull Racing seit dem Großen Preis von Japan als Konstrukteursmeister fest, hier führte das Team mit 400 Punkten vor Mercedes und mit 420 Punkten vor Ferrari.
Pirelli stellte den Fahrern die Reifenmischungen C3 Hard (weiß), C4 Medium (gelb) und C5 Soft (rot) sowie Cinturato Intermediates (grün) und Cinturato Full-Wets (blau) für nasse Bedingungen zur Verfügung.
Die Teams Red Bull, AlphaTauri, Alfa Romeo, Williams, Alpine und Ferrari traten mit Sonderlackierungen und speziellen Designs an ihren Wagen an.
Logan Sargeant (sechs), Lance Stroll, Pérez (jeweils fünf), Hamilton (vier), Nico Hülkenberg, Yuki Tsunoda (jeweils drei), George Russell, Verstappen, Carlos Sainz jr., Lando Norris, Fernando Alonso, Daniel Ricciardo, Valtteri Bottas und Zhou Guanyu (jeweils zwei) gingen mit Strafpunkten ins Wochenende.
Da der Große Preis von Las Vegas erstmals seit 1982 ausgetragen wurde, trat kein ehemaliger Sieger zu diesem Grand Prix an.
Der Großer Preis von Las Vegas 2023 war der 1.100 Formel-1-Grand Prix. Der Große Preis begann am Samstag, dem 18. November 2023, um 22.00 Uhr Ortszeit (UTC-8). Damit wurde es, seit dem Großen Preis von Südafrika 1985, das erste Rennen der Formel-1-Weltmeisterschaft, das an einem Samstag begann.
Als Rennkommissare für dieses Rennwochenende fungierten Garry Connelly (AUS), Loïc Bacquelaine (BEL), Derek Warwick (GBR) und Dennis Dean (USA).

### Training
Das erste freie Training war bereits nach nicht einmal zehn Minuten beendet. Sainz jr. hatte sich seinen Ferrari beschädigt, nachdem er über einen losen Schachtdeckel gefahren war und ausrollte. Auch Esteban Ocon im Alpine hatte es erwischt. Da die FIA alle anderen Schachtdeckel auf der Strecke ebenfalls überprüfen musste, wurde das Training mit der roten Flagge abgebrochen. Da die Überprüfungen der Strecke andauerten, war es nicht möglich, das zweite freie Training wie geplant um 0:00 Uhr Ortszeit stattfinden zu lassen. Wegen der unzureichenden Möglichkeiten des ersten freien Trainings wurde deswegen beschlossen, das zweite freie Training um 30 Minuten auf 90 Minuten zu verlängern und für 2:00 Uhr Ortszeit angesetzt. Letztendlich startete das zweite freie Training nach erneuter Verzögerung um 2:30 Uhr Ortszeit. Am Ende des zweiten freien Trainings fuhr Leclerc mit 1:18,686 Minuten die schnellste Zeit vor Sainz jr. und Alonso.
Ferrari und Jo Bauer, der Technische Delegierte der FIA für die Formel 1, fragten an, ob durch die außergewöhnlichen Umstände auf eine Strafversetzung von Sainz jr. für das Rennen verzichtet werden könne, nachdem der Energiespeicher nach dem Vorfall ausgetauscht werden musste und das Kontingent seiner erlaubten Energiespeicher für die Saison bereits aufgebraucht worden war. Eine solche Möglichkeit sei den Stewards gemäß Regelwerk jedoch verwehrt gewesen, sodass auf eine Strafversetzung bestanden werden musste.
Im dritten freien Training war Russell mit einer Zeit von 1:34,093 Minuten Schnellster vor Oscar Piastri und Sargeant.

### Qualifying
Das Qualifying bestand aus drei Teilen mit einer Nettolaufzeit von 45 Minuten. Im ersten Qualifying-Segment (Q1) hatten die Fahrer 18 Minuten Zeit, um sich für das Rennen zu qualifizieren.  Alle Fahrer, die im ersten Abschnitt eine Zeit erzielten, die maximal 107 Prozent der schnellsten Rundenzeit betrug, qualifizierten sich für den Grand Prix. Die besten 15 Fahrer erreichten den nächsten Qualifikationsabschnitt. Leclerc war Schnellster. Beide McLaren-Fahrer, Ocon, Zhou und Tsunoda schieden aus.
Der zweite Abschnitt (Q2) dauerte 15 Minuten. Die schnellsten zehn Piloten qualifizierten sich für den dritten Teil des Qualifyings. Leclerc war Schnellster. Hamilton, Pérez, Hülkenberg, Stroll und Ricciardo schieden aus.
Der letzte Abschnitt (Q3) ging über eine Zeit von zwölf Minuten, in denen die ersten zehn Startpositionen vergeben wurden. Leclerc erzielte mit einer Zeit von 1:32,726 Minuten die Bestzeit vor Sainz jr. und Verstappen. Für Leclerc war es die 23. Pole-Position seiner Karriere.
Sainz jr. erhielt für den Austausch der dritten Energiespeicher an seinem Wagen eine Startplatzstrafe von zehn Plätzen. Stroll, der unter gelben Flaggen überholte, erhielt eine Startplatzstrafe von fünf Plätzen.

### Rennen
Beim Start kamen sowohl Leclerc als auch Verstappen gut weg. In der ersten Kurve drängte Verstappen dann Leclerc nach außen und überholte ihn neben der Strecke, wofür er dann in der neunten Runde eine Fünf-Sekunden-Zeitstrafe erhielt. Weiter hinten kam es zu einer Berührung, bei welcher Alonso sich drehte und einen leichten Schaden erlitt. Sainz jr. vor ihm fuhr auf das Heck von Hamilton und drehte sich ebenso. Hamilton konnte weiterfahren, Sainz jr. und Pérez fielen durch das Chaos ans Ende des Feldes zurück.
In der zweiten Runde verlor Norris dann die Kontrolle über seinen Wagen, nachdem er über eine Bodenwelle fuhr und schlug in die Wand ein. Die Rennleitung entschied daher das Safety-Car auf die Strecke zu schicken. Pérez und Sainz jr. nutzten die Gelegenheit und wechselten auch frische harte Reifen. In der sechsten Runde endete die Safety-Car-Phase und Verstappen führte das Feld weiter vor Leclerc und Russell an. Leclerc konnte an Verstappen dran bleiben und hatte immer ca. 2 Sekunden Rückstand. In der 17. Runde konnte Leclerc dann Verstappen überholen und die Führung übernehmen. Verstappen kam im Anschluss an die Box, saß seine Strafe ab und wechselte auf die harten Reifen.
Im Kampf um Platz fünf kam es dann in der 18. Runde zu einem Zweikampf zwischen Hamilton und Piastri, bei welcher sich Piastri seinen Frontflügel leicht beschädigte und Hamilton einen Reifenschaden erlitt. Piastri konnte direkt an die Box fahren, Hamilton war allerdings an der Einfahrt zur Box schon vorbei und musste eine ganze Runde mit dem Reifenschaden fahren. Er fiel daher ans Ende des Feldes zurück.
In der 22. Runde kam dann der Spitzenreiter Leclerc zu seinem Stopp und ordnete sich auf dem dritten Platz hinter Pérez und Stroll wieder ein. Dahinter kämpfte in der 25. Runde Verstappen gegen Russell um Platz 5. Die beiden berührten sich in Kurve 12 als Russell Verstappen im toten Winkel nicht sehen konnte und einlenkte. Aufgrund der Trümmerteile kam das Safety-Car zum zweiten Mal zum Einsatz. Pérez und Stroll kamen umgehend zum Reifenwechsel an die Box und ordneten sich auf Platz 2 bzw. 7 wieder ein. In der 28. Runde wurde das Rennen dann erneut freigegeben und Leclerc behauptete die Führung gegen Pérez und Pierre Gasly. Eine Runde später erhielt Russell dann eine Fünf-Sekunden-Zeitstrafe für die Kollision mit Verstappen.
An der Spitze entwickelte sich ein intensives Duell zwischen Leclerc und Pérez, bei welchem zunächst Pérez in der 33. Runde die Führung übernehmen konnte, ehe Leclerc in der 36. Runde konterte und den Red Bull-Fahrer wieder überholen konnte. Zwischenzeitlich hatte auch Verstappen auf die beiden aufgeschlossen und überholte Pérez ebenfalls in der 36. Runde. Eine Runde später übernahm Verstappen dann sogar die Führung von Leclerc.
In der 43. Runde verbremste sich dann Leclerc, sodass Pérez die zweite Positionen wieder einnehmen konnte. In der 47. musste Hülkenberg seinen Haas abstellen, in der 48. Runde folgte Tsunoda mit einem Getriebeschaden.
Vorne spitzte sich der Kampf um die ersten drei Plätze weiter zu. Zu Beginn der letzten Runde führte Verstappen vor Pérez und Leclerc, welcher sich nicht abschütteln ließ. Verstappen versuchte Pérez ins DRS-Fenster zu bekommen, damit dieser sich gegen den Ferrari wehren könne. Dieses Vorhaben ging schief und Leclerc konnte in der letzten Kurve wieder an Pérez vorbeigehen und sich den zweiten Platz sichern.
Verstappen gewann somit das Rennen vor Leclerc und Pérez. Es war Verstappens 53. Sieg, womit er mit Sebastian Vettel gleichzog. Die restlichen Punkteränge belegten Ocon, Stroll, Sainz jr., Hamilton, Russell, Alonso und Piastri. Piastri erhielt einen weiteren Punkt, da er die schnellste Rennrunde erzielte. Russell beendete das Rennen ursprünglich als Vierter, bekam aber seine Strafe noch aufaddiert, sodass er letztendlich als Achter gewertet wurde.
In der Fahrer- und Konstrukteurswertung blieben die ersten drei Plätze unverändert. Mit dem dritten Platz für Pérez sowie dem siebten Platz für Hamilton sicherte sich ersterer die Vizeweltmeisterschaft, damit belegten zum ersten Mal beide Red Bull-Piloten die ersten beiden Positionen der Fahrerwertung, zudem gelang dieser Erfolg zum ersten Mal seit 2020 zwei Teamkollegen. Es war zudem Pérez’ beste Platzierung in der Fahrerwertung seiner Karriere.

## Meldeliste
| Team                                  | Nr. | Fahrer           | Chassis                           | Motor                             | Reifen |
| ------------------------------------- | --- | ---------------- | --------------------------------- | --------------------------------- | ------ |
| Oracle Red Bull Racing                | 01  | Max Verstappen   | Red Bull Racing RB19              | Honda RBPTH001                    | P      |
| Oracle Red Bull Racing                | 11  | Sergio Pérez     | Red Bull Racing RB19              | Honda RBPTH001                    | P      |
| Scuderia Ferrari                      | 16  | Charles Leclerc  | Ferrari SF-23                     | Ferrari 066/10                    | P      |
| Scuderia Ferrari                      | 55  | Carlos Sainz jr. | Ferrari SF-23                     | Ferrari 066/10                    | P      |
| Mercedes-AMG Petronas F1 Team         | 63  | George Russell   | Mercedes-AMG F1 W14 E Performance | Mercedes-AMG F1 M14 E Performance | P      |
| Mercedes-AMG Petronas F1 Team         | 44  | Lewis Hamilton   | Mercedes-AMG F1 W14 E Performance | Mercedes-AMG F1 M14 E Performance | P      |
| BWT Alpine F1 Team                    | 31  | Esteban Ocon     | Alpine A523                       | Renault E-Tech RE23               | P      |
| BWT Alpine F1 Team                    | 10  | Pierre Gasly     | Alpine A523                       | Renault E-Tech RE23               | P      |
| McLaren F1 Team                       | 81  | Oscar Piastri    | McLaren MCL60                     | Mercedes-AMG F1 M14 E Performance | P      |
| McLaren F1 Team                       | 04  | Lando Norris     | McLaren MCL60                     | Mercedes-AMG F1 M14 E Performance | P      |
| Alfa Romeo F1 Team Stake              | 77  | Valtteri Bottas  | Alfa Romeo C43                    | Ferrari 066/10                    | P      |
| Alfa Romeo F1 Team Stake              | 24  | Zhou Guanyu      | Alfa Romeo C43                    | Ferrari 066/10                    | P      |
| Aston Martin Aramco Cognizant F1 Team | 18  | Lance Stroll     | Aston Martin AMR23                | Mercedes-AMG F1 M14 E Performance | P      |
| Aston Martin Aramco Cognizant F1 Team | 14  | Fernando Alonso  | Aston Martin AMR23                | Mercedes-AMG F1 M14 E Performance | P      |
| MoneyGram Haas F1 Team                | 20  | Kevin Magnussen  | Haas VF-23                        | Ferrari 066/10                    | P      |
| MoneyGram Haas F1 Team                | 27  | Nico Hülkenberg  | Haas VF-23                        | Ferrari 066/10                    | P      |
| Scuderia AlphaTauri                   | 03  | Daniel Ricciardo | AlphaTauri AT04                   | Honda RBPTH001                    | P      |
| Scuderia AlphaTauri                   | 22  | Yuki Tsunoda     | AlphaTauri AT04                   | Honda RBPTH001                    | P      |
| Williams Racing                       | 23  | Alexander Albon  | Williams FW45                     | Mercedes-AMG F1 M14 E Performance | P      |
| Williams Racing                       | 02  | Logan Sargeant   | Williams FW45                     | Mercedes-AMG F1 M14 E Performance | P      |

## Klassifikationen

### Qualifying
| Pos.                                                                      | Fahrer           | Konstrukteur                 | Q1       | Q2       | Q3       | Start |
| ------------------------------------------------------------------------- | ---------------- | ---------------------------- | -------- | -------- | -------- | ----- |
| 01                                                                        | Charles Leclerc  | Ferrari                      | 1:33,617 | 1:32,775 | 1:32,726 | 01    |
| 02                                                                        | Carlos Sainz jr. | Ferrari                      | 1:33,851 | 1:33,338 | 1:32,770 | 12    |
| 03                                                                        | Max Verstappen   | Red Bull Racing-Honda RBPT   | 1:34,190 | 1:33,572 | 1:33,104 | 02    |
| 04                                                                        | George Russell   | Mercedes                     | 1:34,137 | 1:33,351 | 1:33,112 | 03    |
| 05                                                                        | Pierre Gasly     | Alpine-Renault               | 1:34,272 | 1:34,494 | 1:33,239 | 04    |
| 06                                                                        | Alexander Albon  | Williams-Mercedes            | 1:34,634 | 1:33,588 | 1:33,323 | 05    |
| 07                                                                        | Logan Sargeant   | Williams-Mercedes            | 1:34,525 | 1:33,733 | 1.33,513 | 06    |
| 08                                                                        | Valtteri Bottas  | Alfa Romeo-Ferrari           | 1:34,305 | 1:33,809 | 1:33,525 | 07    |
| 09                                                                        | Kevin Magnussen  | Haas-Ferrari                 | 1:34,337 | 1:33,664 | 1:33,537 | 08    |
| 10                                                                        | Fernando Alonso  | Aston Martin Aramco-Mercedes | 1:34,422 | 1:33,617 | 1:33,555 | 09    |
| 11                                                                        | Lewis Hamilton   | Mercedes                     | 1:34,307 | 1:33,837 | –        | 10    |
| 12                                                                        | Sergio Pérez     | Red Bull Racing-Honda RBPT   | 1:34,574 | 1:33,855 | –        | 11    |
| 13                                                                        | Nico Hülkenberg  | Haas-Ferrari                 | 1:34,265 | 1:33,979 | –        | 13    |
| 14                                                                        | Lance Stroll     | Aston Martin Aramco-Mercedes | 1:34,504 | 1:34,199 | –        | 19    |
| 15                                                                        | Daniel Ricciardo | AlphaTauri-Honda RBPT        | 1:34,683 | 1:34,308 | –        | 14    |
| 16                                                                        | Lando Norris     | McLaren-Mercedes             | 1:34,703 | –        | –        | 15    |
| 17                                                                        | Esteban Ocon     | Alpine-Renault               | 1:34,834 | –        | –        | 16    |
| 18                                                                        | Zhou Guanyu      | Alfa Romeo-Ferrari           | 1:34,849 | –        | –        | 17    |
| 19                                                                        | Oscar Piastri    | McLaren-Mercedes             | 1:34,850 | –        | –        | 18    |
| 20                                                                        | Yuki Tsunoda     | AlphaTauri-Honda RBPT        | 1:36,447 | –        | –        | 20    |
| 107-Prozent-Zeit: 1:40,170 min (bezogen auf Q1-Bestzeit von 1:33,617 min) |                  |                              |          |          |          |       |

Anmerkungen
1. ↑  Sainz erhielt eine Startplatzstrafe von zehn Plätzen aufgrund des Austausches der dritten Energiespeicher.
2. ↑  Stroll erhielt eine Startplatzstrafe von fünf Plätzen aufgrund Überholen unter gelben Flaggen.

### Rennen
| Pos.                                                               | Fahrer           | Konstrukteur                 | Runden | Stopps | Zeit        | Start | Schnellste Rennrunde |
| ------------------------------------------------------------------ | ---------------- | ---------------------------- | ------ | ------ | ----------- | ----- | -------------------- |
| 01                                                                 | Max Verstappen   | Red Bull Racing-Honda RBPT   | 50     | 2      | 1:29:08,289 | 02    | 1:35,614 (44.)       |
| 02                                                                 | Charles Leclerc  | Ferrari                      | 50     | 1      | + 2,070     | 01    | 1:35,669 (50.)       |
| 03                                                                 | Sergio Pérez     | Red Bull Racing-Honda RBPT   | 50     | 2      | + 2,241     | 11    | 1:35,939 (40.)       |
| 04                                                                 | Esteban Ocon     | Alpine-Renault               | 50     | 1      | + 18,665    | 17    | 1:36,637 (47.)       |
| 05                                                                 | Lance Stroll     | Aston Martin Aramco-Mercedes | 50     | 2      | + 20,067    | 19    | 1:36,584 (45.)       |
| 06                                                                 | Carlos Sainz jr. | Ferrari                      | 50     | 2      | + 20,834    | 12    | 1:35,984 (47.)       |
| 07                                                                 | Lewis Hamilton   | Mercedes                     | 50     | 2      | + 21,755    | 10    | 1:35,716 (48.)       |
| 08                                                                 | George Russell   | Mercedes                     | 50     | 2      | + 23,091    | 03    | 1:36,071 (44.)       |
| 09                                                                 | Fernando Alonso  | Aston Martin Aramco-Mercedes | 50     | 2      | + 25,964    | 09    | 1:36,559 (42.)       |
| 10                                                                 | Oscar Piastri    | McLaren-Mercedes             | 50     | 2      | + 29,496    | 18    | 1:35,490 (47.)       |
| 11                                                                 | Pierre Gasly     | Alpine-Renault               | 50     | 1      | + 34,270    | 04    | 1:36,913 (37.)       |
| 12                                                                 | Alexander Albon  | Williams-Mercedes            | 50     | 1      | + 43,398    | 05    | 1:37,357 (50.)       |
| 13                                                                 | Kevin Magnussen  | Haas-Ferrari                 | 50     | 2      | + 44,825    | 08    | 1:37,455 (50.)       |
| 14                                                                 | Daniel Ricciardo | AlphaTauri-Honda RBPT        | 50     | 1      | + 48,525    | 14    | 1:37,108 (50.)       |
| 15                                                                 | Zhou Guanyu      | Alfa Romeo-Ferrari           | 50     | 1      | + 50,162    | 17    | 1:37,375 (32.)       |
| 16                                                                 | Logan Sargeant   | Williams-Mercedes            | 50     | 1      | + 50,882    | 06    | 1:37.740 (32.)       |
| 17                                                                 | Valtteri Bottas  | Alfa Romeo-Ferrari           | 50     | 2      | + 1:25,350  | 08    | 1:37,562 (49.)       |
| 18                                                                 | Yuki Tsunoda     | AlphaTauri-Honda RBPT        | 46     | 2      | DNF         | 20    | 1:37,587 (45.)       |
| 19                                                                 | Nico Hülkenberg  | Haas-Ferrari                 | 45     | 2      | DNF         | 13    | 1:37,565 (43.)       |
| –                                                                  | Lando Norris     | McLaren-Mercedes             | 2      | 0      | DNF         | 15    | 1:59,327 (02.)       |
| Fahrer des Tages: Charles Leclerc (21,6 % der abgegebenen Stimmen) |                  |                              |        |        |             |       |                      |

Anmerkungen
1. ↑  Russell erhielt für eine Kollision mit Verstappen eine Fünf-Sekunden-Strafe. Er fiel dadurch vom vierten auf den achten Platz zurück.

## WM-Stände nach dem Rennen
Die ersten zehn des Rennens bekamen 25, 18, 15, 12, 10, 8, 6, 4, 2 bzw. 1 Punkt(e). Zusätzlich wurde ein Punkt für die schnellste Rennrunde vergeben, wenn der betreffende Fahrer unter den ersten Zehn ins Ziel kam.

### Fahrerwertung
| Pos. | Fahrer           | Konstrukteur                 | Punkte |
| ---- | ---------------- | ---------------------------- | ------ |
| 01   | Max Verstappen   | Red Bull Racing-Honda RBPT   | 549    |
| 02   | Sergio Pérez     | Red Bull Racing-Honda RBPT   | 273    |
| 03   | Lewis Hamilton   | Mercedes                     | 232    |
| 04   | Carlos Sainz jr. | Ferrari                      | 200    |
| 05   | Fernando Alonso  | Aston Martin Aramco-Mercedes | 200    |
| 06   | Lando Norris     | McLaren-Mercedes             | 195    |
| 07   | Charles Leclerc  | Ferrari                      | 188    |
| 08   | George Russell   | Mercedes                     | 160    |
| 09   | Oscar Piastri    | McLaren-Mercedes             | 89     |
| 10   | Lance Stroll     | Aston Martin Aramco-Mercedes | 73     |
| 11   | Pierre Gasly     | Alpine-Renault               | 62     |

| Pos. | Fahrer           | Konstrukteur          | Punkte |
| ---- | ---------------- | --------------------- | ------ |
| 12   | Esteban Ocon     | Alpine-Renault        | 58     |
| 13   | Alexander Albon  | Williams-Mercedes     | 27     |
| 14   | Yuki Tsunoda     | AlphaTauri-Honda RBPT | 13     |
| 15   | Valtteri Bottas  | Alfa Romeo-Ferrari    | 10     |
| 16   | Nico Hülkenberg  | Haas-Ferrari          | 9      |
| 17   | Daniel Ricciardo | AlphaTauri-Honda RBPT | 6      |
| 18   | Zhou Guanyu      | Alfa Romeo-Ferrari    | 6      |
| 19   | Kevin Magnussen  | Haas-Ferrari          | 3      |
| 20   | Liam Lawson      | AlphaTauri-Honda RBPT | 2      |
| 21   | Logan Sargeant   | Williams-Mercedes     | 1      |
| 22   | Nyck de Vries    | AlphaTauri-Honda RBPT | 0      |

### Konstrukteurswertung
| Pos. | Konstrukteur                 | Punkte |
| ---- | ---------------------------- | ------ |
| 01   | Red Bull Racing-Honda RBPT   | 822    |
| 02   | Mercedes                     | 392    |
| 03   | Ferrari                      | 388    |
| 04   | McLaren-Mercedes             | 284    |
| 05   | Aston Martin Aramco-Mercedes | 273    |

| Pos. | Konstrukteur          | Punkte |
| ---- | --------------------- | ------ |
| 06   | Alpine-Renault        | 120    |
| 07   | Williams-Mercedes     | 28     |
| 08   | AlphaTauri-Honda RBPT | 21     |
| 09   | Alfa Romeo-Ferrari    | 16     |
| 10   | Haas-Ferrari          | 12     |